# Eurylister solitarius
Eurylister solitarius är en skalbaggsart som först beskrevs av Lewis 1891.  Eurylister solitarius ingår i släktet Eurylister och familjen stumpbaggar. Inga underarter finns listade i Catalogue of Life.